# Nastasaaret
Nastasaaret, nordsamiska: Nástuusuolluuh, är en ö i Finland. Den ligger i sjön Nangujärvi och i kommunen Enare i den ekonomiska regionen Norra Lappland och landskapet Lappland, i den norra delen av landet, 900 km norr om huvudstaden Helsingfors. Öns area är 2,5 hektar och dess största längd är 300 meter i öst-västlig riktning.  Notera att namnet antyder att det är fråga om flera öar.